# 2-transitiv grupp
2-transitiv grupp är inom gruppteorin en transitiv permutationsgrupp där stabilisatorundergruppen av varje punkt verkar transitivt på de återstående punkterna. Alla 2-transitiva grupper är även primitiva grupper, men alla primitiva grupper är inte 2-transitiva. Alla Zassenhausgrupper är 2-transitiva, men alla 2-transitiva grupper är inte Zassenhausgrupper. De lösbara 2-transitiva grupperna klassificerades av Bertram Huppert och beskrivs i listan över transitiva ändliga linjära grupper. De olösliga grupperna klassificerades av (Hering 1985) med hjälp av klassifikation av ändliga enkla grupper, och alla är nästan enkla grupper.